# Wang Chen (Politiker)

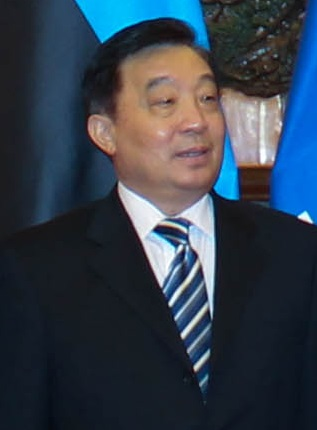
Wang Chen

Wang Chen (chinesisch 王晨, Pinyin Wáng Chén; * Dezember 1950 in Peking) ist ein chinesischer Politiker und seit Oktober 2017 Mitglied des 19. Politbüros der Kommunistischen Partei Chinas und Direktor der Cyberspace Administration of China.

## Werdegang
Wang wurde im Dezember 1950 in Peking geboren. Er trat 1969 der Kommunistischen Partei Chinas bei. Während der Kulturrevolution war auf das Land in die Gemeinde Yijun des Landkreises Yan’an in der Provinz Shaanxi verschickt worden. Er studierte von 1979 bis 1982 an der Chinesischen Akademie der Sozialwissenschaften und absolvierte sein Studium mit dem Master in Journalismus. Im Jahr 1995 wurde Wang Chefredakteur der Guangming Daily und später bei der People’s Daily. Bei der People’s Daily war er von 2002 bis 2008 er Präsident. Wang Chen war Mitglied des 16., 17. und 18. Zentralkomitees der KP Chinas. Von 2008 bis 2011 war er Direktor des Informationsbüros des Staatsrates. 2011 wurde er Direktor des staatlichen Internetinformationsbüros. Von 2013 bis 2018 war er Generalsekretär und stellvertretender Vorsitzender des Ständigen Ausschusses des 12. Nationalen Volkskongresses. Seit 2017 ist er Mitglied des Politbüros des 19. ZK der KP Chinas.